# Tradiciones (M:LA)
Las tradiciones son una de las facciones en el juego de rol Mago: La Ascensión.

## Descripción
Las Tradiciones son nueve grupos de magos, que son guiadas por el Concilio, formado a sus vez por un representante de cada una. Las 9 tradiciones son completamente diferentes entre sí, y esto se demuestra en sus variados paradigmas, y en que cada una se especializa en una de las nueve esferas de la magia.
El principal objetivo de las tradiciones es terminar con el control de la Tecnocracia sobre el Padigma actual, y detener a las facciones más peligrosas, los Merodeadores y Nefandos. También es el grupo que cree más firmemente en la Ascensión individual, dándole a cada persona la posibilidad de seguir su propia senda.

## Historia
El Concilio se formó en mediados del siglo XV, en respuesta al creciente control de la Orden de la Razón (nombre original de la Tecnocracia), y el pronto fin de la Edad Mítica (para los magos míticos, el periodo de la Edad Media en el que el su control del Paradigma era completo).
Para extenderse, decidieron formar la que se llamaría la Primera Cábala, para que se supiera de ellos en el resto del mundo. Estaba formada por un adepto de cada Tradición. Pero Heylel Teomim, el Solificato los traicionó con la Orden de la Razón. Finalmente la cábala cayó, y Heylel fue sentenciado al Gilgul (la destrucción del avatar). Debido a esto los Solificati abandonaron el Concilio.
Posteriormente los Alh-i-batin también dejaron el Concilio. Con dos espacios vacíos, el Concilio temía por el futuro. Pero dos desertores de la Tecnocracia se unieron al Concilio: los Hijos del Éter y los Adeptos Virtuales.
En el presente, un décimo grupo se ha aliado (no oficialmente) a las Tradiciones: los Seres Huecos. Aunque no forman parte del Concilio no es raro que ayuden a las Tradiciones o que formen parte de sus Capillas o Cábalas.

## Tradiciones
Estás son las presentes tradiciones y sus respectivas esferas
- Adeptos Virtuales: Correspondencia
- Coro Celestial: Cardinal
- Cuentasueños: Espíritu
- Culto del Éxtasis: Tiempo
- Eutanatos: Entropía
- Hermandad Akáshica: Mente
- Hijos del Éter: Materia
- Orden de Hermes: Fuerzas
- Verbena: Vida

- Datos: Q6151465